# Дмитриевский сельсовет (Благоварский район)
Дмитриевский сельсовет — муниципальное образование в Благоварском районе Башкортостана.

## История
Согласно «Закону о границах, статусе и административных центрах муниципальных образований в Республике Башкортостан» имеет статус сельского поселения.

## Население
| 2002 | 2009 | 2010 | 2012 | 2013 | 2014 | 2015 |
| ---- | ---- | ---- | ---- | ---- | ---- | ---- |
| 567  | ↗648 | ↘581 | ↘550 | ↘529 | ↘516 | ↗527 |
| 2016 | 2017 |      |      |      |      |      |
| ↘482 | ↘468 |      |      |      |      |      |

## Состав сельского поселения
| № | Населённый пункт | Тип населённого пункта          | Население |
| - | ---------------- | ------------------------------- | --------- |
| 1 | Дмитриевка       | деревня, административный центр | ↘362      |
| 2 | 6-е Алкино       | деревня                         | ↘148      |
| 3 | Община           | деревня                         | ↗69       |
| 4 | 1-е Алкино       | деревня                         | →2        |

### Упразднённые населённые пункты
Кузьминка — деревня, упраздненная в 2005 году.